# Ado von Vienne
Ado von Vienne (* 799 in der Champagne; † 16. Dezember 875) war Erzbischof und ist ein Heiliger der römisch-katholischen Kirche.

## Leben und Wirken
Der 799 in der Champagne Geborene war Benediktinermönch und in der Abtei von Ferrières gebildet, ab 860 Erzbischof von Vienne; starb am 16. Dezember 875. Er schrieb: Chronicon de sex aetatibus mundi, eine Hauptquelle für die Geschichte der fränkischen Könige.
Ado erhielt noch die Bildung der karolingischen Zeit; eine Zeit lang hat er sich auch im Kloster Prüm aufgehalten, einer Einladung des Abtes Markward, seines früheren Klosterbruders, folgend. Als Erzbischof von Vienne nahm er eine ansehnliche Stellung ein und ist vom König Lothar II. als Gesandter zum Papst Nikolaus I. geschickt worden. Sein bleibendes Andenken aber verdankt er seinen geschichtlichen Arbeiten. Wie alle Geistlichen jener Zeit teilt er die Idee des einheitlichen Kaisertums, und in seiner Chronik verfolgt er die Reihe der Kaiser, von Konstantin und Irene auf Karl übergehend, bis auf Ludwig II.
In dem größten Teil seines kurzgefassten Werkes folgt er der Chronik des Beda und anderen bekannten Werken. Wo er seine eigene Zeit berührt, erscheint stets der Kaiser, so wie auch in Frankreich Karl der Kahle, als recht und weise handelnd, im hellsten Licht aber strahlt der Papst Nikolaus I. Eine unbefangene geschichtliche Auffassung darf man bei Ado nicht suchen. Außer der Chronik verfasste Ado das Martyrologium Adonis, in welchem mit den Namen der Märtyrer und Bekenner kurze geschichtliche Nachrichten verbunden sind, und Legenden seines Vorgängers, des hl. Desiderius von Vienne, sowie des Abtes Theudarius, des Gründers der Abtei Saint-Chef.